# Gilad Shalit
Gilad Shalit (tiếng Hebrew: גלעד שליט, sinh ngày 28 tháng 8 năm 1986) là cựu quân nhân MIA của Lực lượng quốc phòng Israel (IDF) mang quốc tịch Pháp và Israel. Anh bị bắt giữ ở Israel vào ngày 25 tháng 6 năm 2006 bởi quân đội Hamas trong một cuộc càn quét vượt biên giới. Shalit bị bắt cóc gần điểm cắt Kerem Shalom (ở Israel), và bị giam giữ làm con tin ở một địa điểm bí mật ở Dải Gaza của Hamas cho đến ngày 11 tháng 10 năm 2011.
Hamas đã từ chối yêu cầu từ Ủy ban Quốc tế Chữ thập đỏ cho phép Ủy ban này thăm Shalit, và tuyên bố rằng bất kỳ chuyến thăm như vậy có thể làm lộ vị trí nơi Shalit bị giam giữ. Nhiều tổ chức nhân quyền đã tuyên bố rằng các điều khoản và điều kiện giam giữ Shalit trái pháp luật nhân đạo quốc tế. Cho đến nay, liên lạc duy nhất giữa Shalit và thế giới bên ngoài kể từ khi bị bắt đã là một băng hình, băng ghi âm, và một DVD mà Israel nhận được trong trở lại cho việc thả 20 nữ tù nhân Palestine.
Shalit giữ hai quốc tịch Pháp và Israel, một thực tế là khuyến khích Pháp và Liên minh châu Âu tham gia vào các nỗ lực để phát hành anh ta từ những kẻ bắt cóc của mình. Để phóng thích cậu, Hamas yêu cầu thả 1.000 tù nhân Palestine chấp hành hình phạt tù tại Israel - cũng như tất cả người Palestine những người phụ nữ và vị thành niên bị kết án và đang bị Israel giam giữ. Một điểm lớn trong các cuộc đàm phán giữa các bên phát hành của Shalit là Hamas nhấn mạnh về việc thả Marwan Bargouti, hiện đang thú chung thân tại Israel về tội giết người. United Nations Fact Finding Mission on the Gaza Conflict đã ban hành một báo cáo tháng 9 năm 2009, cũng kêu gọi thả Shalit. Trong Tuyên bố Deauville tháng 5 năm 2011, G8 yêu cầu thả Gilad Shalit.
Vụ bắt giữ Shalit thường được gọi là vụ bắt cóc, bởi vì người lính này đã không nhận được nhân quyền đối với tù binh theo Công ước Geneva, cho họ có quyền được nhận các cuộc viếng thăm từ Chữ thập đỏ và liên lạc với các thành viên gia đình, và một khoản chuộc, thậm chí không dưới dạng tiền, đã không được yêu cầu để đổi lấy việc phóng thích Shalit.
Tổng giám đốc Hội Chữ thập đỏ Yves Daccord cũng nói rằng "Gia đình Schalit có quyền theo quy định của pháp luật nhân đạo quốc tế được tiếp xúc với con trai của họ"..
Thủ tướng Israel Binyamin Netanyahu tuyên bố rằng ông sẽ thu hồi lợi ích và đặc quyền - chẳng hạn như giáo dục đại học cho các tù binh Palestine trong các nhà tù Israel, trong phản ứng lại từ chối của Hamas đối với đề nghị viếng thăm Shalit của Chữ thập đỏ. Shalit là người lính Israel thứ hai bị bắt bởi các chiến binh Palestine kể từ vụ Nachshon Wachsman vào năm 1994. Shalit phục vụ cho Quân đội Israel, Quân thiết giáp tại thời điểm bị bắt giú, khi cậu được thăng hàm trung sĩ. Tháng 10 năm 2011, Israel và Hamas thỏa thuận Hamas sẽ thả Gilad Shalit, đổi lại, Israel sẽ thả 1027 tù nhân Palestine có liên quan tới phong trào Hamas. Nội các Israel đã ủng hộ thoả thuận trên với 26 phiếu thuận và 3 phiếu chống, sau cuộc tranh luận nảy lửa kéo dài 3 giờ. Các cuộc đàm phán gián tiếp về sự phóng thích của binh sĩ 25 tuổi đã diễn ra trong nhiều năm, với Ai Cập và Đức làm trung gian hoà giải.

## Thông tin riêng tư
Shalit simh ngày 28 tháng 8 năm 1986 ở Nahariya, Israel, trong gia đình của Noam và Aviva Shalit, cùng với một anh trai và một em gái và từ lúc lên hai tuổi lớn lên tại Mitzpe Hila ở Tây Galilee. He tốt nghiệp hạng ưu từ trường trung học Manor Kabri. Shalit bắt đầu phục vụ trong quân ngũ trong Lực lượng Quốc phòng Israel tháng 7 năm 2005, và "mặc dù có hồ sơ sức khỏe thấp, cậu thích ở trong đơn vị chiến đấu hơn, theo chân anh trai mình, Yoel, vào đơn vị thiết giáp." Cậu có hai quốc tịch Pháp và Israel.